# Kafu Banton
Zico Alberto Garibaldi Roberts (Ciudad de Colón, Panamá, 3 de junio de 1979), más conocido como Kafu Banton, es un cantante panameño de reggae y plena de Panamá.

## Historia
El nombre Kafu se genera a raíz de la estrella del fútbol Cafú y Banton proviene de uno de los más grandes exponentes del reggae, Buju Banton, que al ser fusionados forman Kafu Banton.
Durante sus estudios en un colegio de Ciudad de Colón conoció a un familiar de uno de los mejores artistas del reggae panameño, Ernesto Brown conocido como Apache Ness, quien le introdujo al ambiente del reggae, luego se da a conocer en diferentes concursos y competencias del género a nivel nacional; a mediados de octubre del año 1996 obtuvo el primer lugar en un concurso realizado en una discoteca de la localidad, siendo este el que le da la oportunidad de grabar su primer sencillo llamado Madman en la producción Spanish Oil 3 producida por Rodney Clark El Chombo. En este álbum participan otros artistas juveniles como Reggae  Kid y el desaparecido Original Dan
Luego participó en otras producciones bajo el sello de Oilers Music como Cuentos de la Cripta 2 y Cuentos de la Cripta 3 quien estaba al mando El Chombo, las cuales fueron las que hicieron captar la mayor atención del público. Este periodo en el cual el reggae estaba en uno de sus mejores tiempos crea junto con otros reconocidos artistas la grupo One Love, One Blood formado por: Apache Ness y Los Sensacionales, Calito Soul, Papachan, Original Dan y Bigaman.
En el año 1998 decide abandonar el sello Oilers Music y comienza a trabajar con Proarsa del productor Pucho Bustamante en el cual participó en varias producciones de la misma como: Creation, Los Dementes, Da´Crew y Sin Censura.
Después de participar en ambos sellos y adquirir experiencia en el Reggae, produce en el año 2000 su primer álbum llamado The Best of Me el cual contiene éxitos como: Pato, Way Way, Ya toy cansao, El sistema, Good bye. Este álbum lo llevó a conocerse internacionalmente y con el cual realizó presentaciones en Centroamérica y Estados Unidos.
En el 2004 lanza su segundo álbum titulado Vivo en el ghetto. Kafu Banton también llega hasta España donde hace dúo con un exponente del reggae en ese país, Morodo.

## Censura
A finales de los años 90, el doble sentido predominaba en el género, para lo cual se tomaron una serie de medidas para erradicar todo tipo de contenido de este tipo, además de letras violentas.
Kafu no pasó desapercibido ante estas medidas y su tema La cometa incluida en la producción Spanish Oil Vol. 4 fue censurado poco después de haber salido al aire. Pese a todo esto, el tema se convirtió en uno de los favoritos de los oyentes del género.
Kafu respondió en desacuerdo a estas medidas, las cuales eran consideradas imparciales pues para los artistas de reggae eran muy duras mas no tenía esa intensidad en los medios de comunicación (televisión, radio, prensa escrita, entre otros). Por esto, nace el tema Si hablamos de censura dentro de la producción "Pataclismo Nitromix" de Pucho Bustamante.

## Estilo musical
En determinado momento de la carrera de Kafu Banton hubo un giro drástico, desde los inicios de su carrera su estilo musical se orientadas a líricas más sencillas y rápidas, luego de esto Kafu replanteo su estilo hasta llegar el momento que el estilo roots es más dominante en su repertorio, líricas con mensajes positivos y de paz. Muchos dicen que el cambio podría coincidir con el cambio de productores o con su conversión al rastafarismo.

## Fallecimiento de su hijo
A mediados de noviembre del año 2009, Kafu Banton quien tenía por hijo Sico Garibaldi Blanquicet, a los 12 años de edad fallece en el hospital Manuel Amador Guerrero, ubicado en la ciudad de Colón. Antes de su muerte, había sido llevado al hospital con algunas sospechas sintomáticas de meningitis y otras dolencias, sin embargo, en las evaluaciones médicas y después de unas pruebas le fue diagnosticado un tumor en la cabeza la cual provocó su muerte.
Sico Garibaldi Blanquicet era estudiante del VI grado de la Escuela panameña bilingüe que tiene por nombre Eben Ezer, y destacado jugador de fútbol, de las ligas infantiles de una liga local panameña llamada Árabe Unido. A pesar de la fama de su padre, a Sico no le gustaba salir en vídeos musicales, pero fue convencido para ser filmado una vez para la canción "Vivo en el guetto", donde salió con varios de sus amistades y una de sus primas. Cabe destacar que Kafú Banton, en medio del dolor de la pérdida de su hijo, no logra reponerse, pero recuerda a un niño que le dio todas las satisfacciones y al que pudo disfrutar desde que nació, un tiempo doloroso y amargo que por alguna razón para el bien y aprendizaje del artista, Dios lo permitió, el cual Kafu Banton indicó que para entender el mensaje, se puso a escudriñar la Biblia y los salmos.

### Cambios en su apariencia
El 31 de diciembre de 2009, el artista Kafu Banton cambia de apariencia de su cabellera de rastafari a cabello corto, luego de 11 años dejándose crecer su cabello, al igual que su barba asegurando que dentro de la doctrina rasta cuando una persona fallece instantáneamente, o a lado de uno, o también cuando uno se acerca a un cadáver, el voto que se hace se vuelve impuro, por ello se deben cortar el cabello, en este caso, por el fallecimiento de su hijo.
Según el intérprete había decido cortarse el cabello para el Año Nuevo, justo para esa época se encontraba en una presentación musical en Costa Rica, por lo que decidió cortárselo en dicho país en donde tiene su cabellera guardada.
Como era de esperarse por su apariencia nueva, las personas no lo reconocían. Por el momento, el cantante se dejará este estilo, volverá a dejarse crecer su cabello a largo plazo. Desde el año 2010 Kafu Banton se ha inclinado un poco más a los aires del reggaeton grabando el tema de "Dem Bow" producido por el Predikador, también colaborando con De la Ghetto con el tema "Bad Man" remix producido por el reconocido Dj Blass y "La Playa" remix con Ivy Queen y con Rd Maravilla & El Original en el tema "Loco Loco" remix. También esta dicho que Kafu Banton tiene una colaboración con Tego Calderón.

## Discografía
Álbum: The Best Of Me

Lanzamiento : 2000

Temas:

1. El sistema
2. De qué me hablas
3. Si da dolor
4. Saben quién soy
5. No confíes
6. Comando
7. Con estas son dos
8. Perdóname
9. Soy un One Love
10. Batty Badman
11. Ya estoy cansado
12. Good Bye
13. Pueden correr y esconderse
14. Pato

Álbum: Vivo en el Ghetto

Lanzamiento: 2004

Temas:

1. Intro
2. Vivo en el ghetto
3. Power combination (Feat. El rookie, Raíces y cultura)
4. Todos los bad boys
5. Vamos pa' la playa
6. Ella (feat. Almirante)
7. Nunca dijo na'
8. Monopolio
9. Discriminación
10. Contradicción
11. For my love
12. M&F
13. One love es mi Clan (feat. Demotilion)
14. Quién llegó (feat. More fire)
15. Vanidad

Álbum: Manteniendo la esencia

Lanzamiento: 2008

Temas:

01. Intro 

02. La combinación (Ft. King Black) 

03. Suena 123 

04. Pa' los fans 

05. No me hablen de bala 

06. La máscara (Ft. Bantan) 

07. Playa 2 

08. Paola (Ft. Lorna) 

09. Le gusta 

10. Los copiones 

11. Enséñame (Ft. Kyo) 

12. Extraño mi libertad 

13. Dale un chance a la paz 

14. Qué está pasando 

15. Quien llegó (Ft. More Fire Clan)

## Sencillos
- Música (2010)
- Tu te ves bien (2011)
- Muévelo feat. Hector Madrid (2014)
- Capéalo Feat. Lápiz Cociente (2014)
- Let's Go (Big Nango featuring Kafu Banton) [One Love Revolution] (2015)
- Su forma de ser Remix feat. Farruko, Yomo y Duran The Coach (2017)
- Dem Bow (feat De La Ghetto)
- Alerta roja feat. Daddy Yankee y más.